# Turó de Salla
El Turó de Salla és una muntanya de 636 metres que es troba al municipi de Viver i Serrateix, a la comarca catalana del Berguedà.